# Vero programmatore
Il termine vero programmatore (mutuato dall'inglese real programmer) è un termine usato solitamente in modo sarcastico e goliardico da alcuni programmatori per descrivere uno stereotipo programmatore vecchia scuola, tutt'uno con la macchina al punto da conoscerla spesso meglio dei suoi stessi progettisti. Un «vero programmatore» disprezzerebbe gli strumenti di programmazione come tool grafici o IDE, o linguaggi diversi da assembly o linguaggio macchina. Il vero programmatore, per converso, disprezzerebbe i programmatori normali che hanno bisogno di linguaggi di programmazione facili da comprendere, di strumenti software facili da usare, di documentazione e di sistemi di controllo degli errori, di copie di backup, di messaggi di errori e warning descrittivi e precisi.

## Origini
Le origini del termine vero programmatore vengono ricondotte ad un articolo goliardico del 1983 intitolato Real Programmers Don't Use Pascal, di Ed Post. Nell'articolo venivano messi in ridicolo gli allora emergenti linguaggi di programmazione come il Pascal, a cui veniva contrapposta la figura del sistemista tuttofare specializzato nell'uso del linguaggio FORTRAN.

## Veri programmatori
Il primo e più famoso tra i «veri programmatori» è Mel Kaye, immortalato in Story of Mel, un post su usenet di Ed Nather caposaldo della letteratura hacker. A quanto è dato sapere, programmava esclusivamente in linguaggio macchina - in "grezzi, disadorni, imperscrutabili numeri esadecimali".
Tra i «veri programmatori» occorrerebbe menzionare l'inglese Sandy White, che scrisse nel 1983 il primo videogame in proiezione isometrica, 3D Ant Attack, per il Sinclair ZX Spectrum in puro assembler Zilog Z80 e BASIC Spectrum, utilizzando solo carta e matita; solo dopo aver accuratamente completato il lavoro su carta, assemblò "a mano" il lavoro ed immise i codici esadecimali direttamente in memoria.

## Modernizzazione del vero programmatore
Col passare degli anni la figura del «vero programmatore» è stata ripresa e riadattata man mano che nuovi e più potenti linguaggi di programmazione venivano creati. Se quindi il vero programmatore degli anni ottanta "fa tutto in FORTRAN" anziché in Pascal, quello degli anni novanta "fa tutto in C" anziché in C++ o Java, oppure "fa tutto in Perl" anziché in Python o Ruby.